# Папа Хонорије II
Папа Хонорије II (лат. Honorius II; Сан Мартино ин Педриоло, 9. фебруар 1060 - Рим, 13. фебруар 1130) је био 163. папа од 21. децембра 1124. до 13. фебруара 1130.